# مستون وست اند تشستر (تشيشير)
مستون وست اند تشستر (بالإنجليزية: Moston, Cheshire West and Chester)‏ هي قرية و أبرشية مدنية تقع في المملكة المتحدة في تشيشير.  يقدر عدد سكانها بـ 680 نسمة .